# Sheila Sim
Pour les articles homonymes, voir SIM.
Sheila Sim est une actrice britannique de cinéma et de théâtre, née le 5 juin 1922 à Liverpool (Lancashire), morte le 19 janvier 2016 à Denville Hall (Northwood, Grand Londres).

## Biographie
Sheila Sim a épousé l'acteur Richard Attenborough en 1945. Ils font tous deux partie de la distribution de la pièce La Souricière (The Mousetrap) lors de sa création dans le West End en 1952. Ils ont trois enfants, dont le metteur en scène Michael Attenborough. De 1949 à 2012 le couple habite à Richmond à Londres.

## Filmographie

### Au cinéma
- 1944 : A Canterbury Tale de Michael Powell et Emeric Pressburger
- 1945 : Great Day (en) de Lance Comfort
- 1947 : Dancing with Crime de John Paddy Carstairs
- 1948 : The Guinea Pig de Roy Boulting
- 1949 : Dear Mr. Prohack (en) de Thornton Freeland
- 1951 : Pandora (Pandora and the Flying Dutchman) d'Albert Lewin
- 1951 : La Boîte magique (The Magic Box) de John Boulting
- 1954 : À l'ouest de Zanzibar (West of Zanzibar) de Harry Watt
- 1955 : La nuit où mon destin s'est joué (The Night my Number came up) de Leslie Norman
- 1959 : Après moi le déluge (I’m All Right Jack) de John Boulting

### À la télévision
- 1946 : The Ringer de Royston Morley (en) (téléfilm)
- 1946 : Second Chance de Royston Morley (en) (téléfilm)
- 1946 : The Queen's Husband de George More O'Ferrall (téléfilm)